# Kaludra (Berane)
Kaludra es un pueblo ubicado en el municipio de Berane, en Montenegro.

## Demografía
Hasta 2011 la población era de 178 habitantes, conformada por 64 hogares y 100 viviendas.
| 576                                                              | 597 | 611 | 552 | 445 | 348 | 267 | 178 |
| (Fuente: Population statistics of Eastern Europe & former USSR.) |     |     |     |     |     |     |     |

| Etnicidad                                           | Número | Porcentaje |
| --------------------------------------------------- | ------ | ---------- |
| Serbios                                             | 221    | 82,77 %    |
| Montenegrinos                                       | 44     | 16,47 %    |
| Otros                                               | 2      | 0,75 %     |
| Fuente: Republic of Montenegro. Statistical Office. |        |            |